# Colt Cobra
Colt Cobra легкий короткоствольний револьвер подвійної дії на алюмінієвій рамі, не треба плутати з Colt King Cobra. Cobra могла стріляти набоями .38 Special, .38 Colt New Police, .32 Colt New Police та .22 LR. Вона мала 6-зарядний барабан і продавалася Кольтом з 1950 по 1981 роки. В грудні 2016 року, було анонсовано, що Кольт розпочне випуск нових Colt Cobra зі сталевою рамкою та волоконно-оптичною мушкою. Цю модель випустили напочатку 2017 року.

## Розробка та використання
Револьвер Cobra випускали в двох моделях: Перша модель, випускалася з 1950 по 1971 роки і мала вагу порожнього револьвера 15 унцій зі стволом довжиною 2 дюйми та покращена Друга модель, випускалася з 1972 по 1981 роки, можна впізнати за вкороченим стрижнем ежектора та скошеною мушкою Baughman, вага порожнього 16 унцій. Револьвер Cobra мав такі самі розміри та конфігурацію, що й відомий Colt Detective Special, Він був зроблений на тій самій рамі "D", окрім того, що рама Кобри була зроблена з легкого алюмінієвого сплаву на відміну від сталевої рами Detective Special. В середині 1960-х, рамка руків'я револьверів Detective Special та Cobra була зменшена до розміру руків'я версії Agent. Револьвер Cobra випускали під набої .38 Special, 32 Colt New Police, .22 LR та кілька рідкісних під набій .38 S&W. Револьвер .38 Special Cobra мав стволи довжиною 2, 3, 4 та 5 дюймів. Версія під набій .32 мала стволи довжиною 2 та 3 дюйми. Версія .22 LR Cobra мали лише 3-дюймовий ствол.
Стандартні револьвери Cobra мали синє воронування з округлим руків'ям. Револьвер .38 Special Cobra з 2-дюймовим стволом мав нікельовану обробку за додаткову ціну. Ранні моделі також мали за вибором квадратне руків'я.

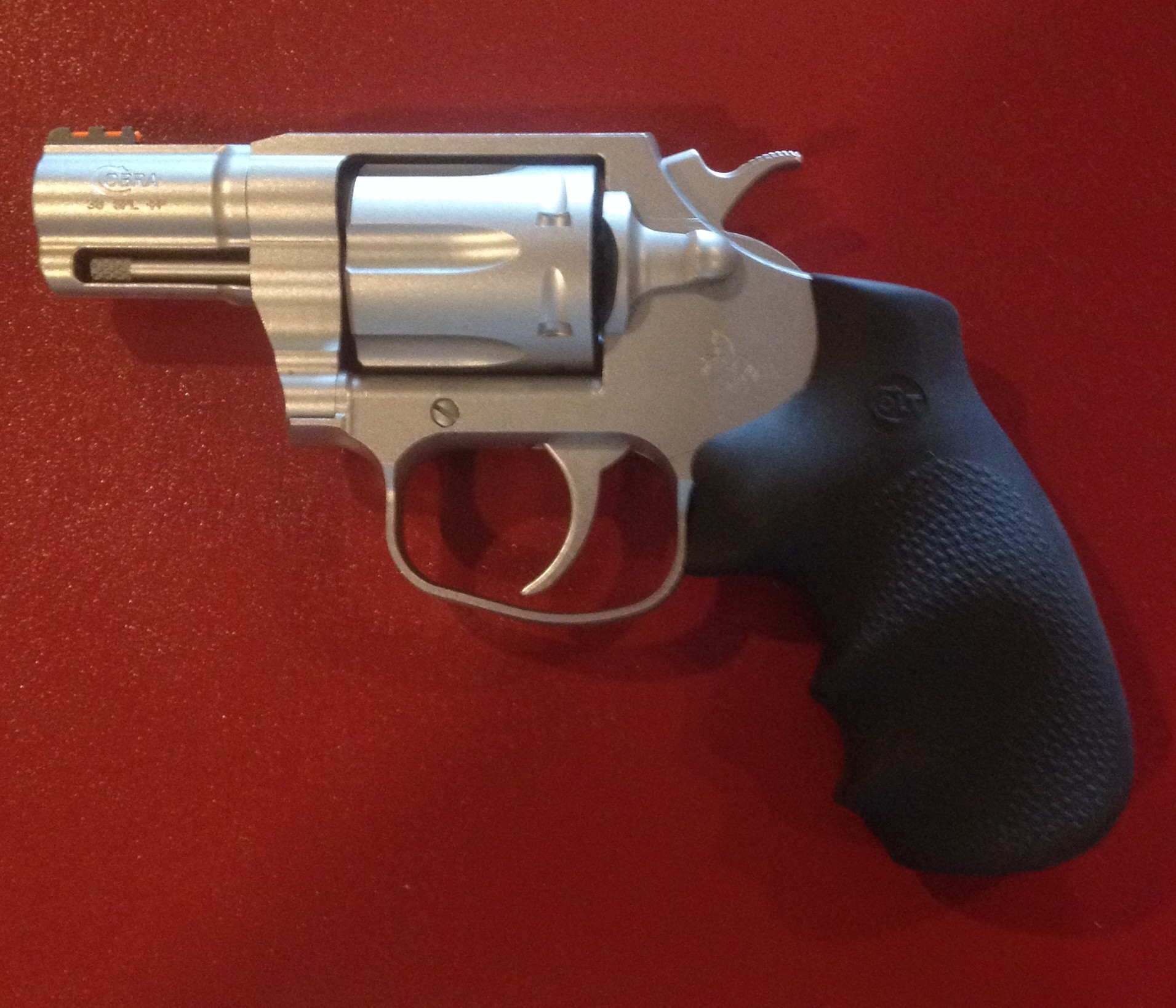
Револьвер Colt Cobra 2017 року випуску.

В 2016 році анонсували відновлення виробництва Colt Cobra в 2017 році. Третя модель (2017-н.ч.) була револьвером подвійної/одинарної дії на 6 набоїв .38 Special (+P Capable) зі стволом 2 дюйми. Ця модель мала обробку Matte Stainless Steel, вага порожнього 25 унцій. В 2018 році на виставці Shot Show, Кольт презентував револьвер Colt Night Cobra, який мав мато-чорну обробку та нічну мушку. УСМ лише подвійної дії.

## Варіанти

### ColtAircrewman
Версія Colt M13 Aircrewman ультра-легка версія револьвера Detective Special з алюмінієвого сплаву, яку випускали в 1951-1957 роках для екіпажів ВПС США. Їх можна розпізнати за медальйоном ВПС замість медальйона Кольта на дерев'яних щічках, барабан також зроблено з алюмінію. Через два роки після випуску почали надходити рапорти про проблеми з барабаном та/або рамою револьверів Aircrewman та його аналога від Smith & Wesson, Smith & Wesson Модель 12, незважаючи на появу військового набою з малим тиском .38 Special military, набій Caliber .38 Ball, M41. Проте, барабани продовжували тріскатися, що призвело до зняття зброї зі служби.

### ColtCourier
Версія Courier була випущена під набої .22 Long Rifle, 32 Colt NP, 32 S&W long та short. Рама і барабан сконструйовані з легкого алюмінієвого сплаву. Револьвер випускали з 1954 по 1956 роки. За два роки було випущено приблизно 3000 одиниць.

### ColtAgent
Версія Colt Agent була іншою моделлю, яка була дуже схожа на револьвер Cobra. Оригінальні револьвери Agent були дуже добре зроблені, вони мали поліровану обробку та рубчасті щічки з горіху. Нижня частина руків'я версії Agent була дещо коротша ніж у револьвера Cobra. Оригінальний Agent важив 14 унцій і випускався лише під набій .38 Special, довжина стволу 2 дюйми, обробка - синє воронування. Його випускали з 1955 по 1979 роки. Оригінальний Agent мав менше руків'я ніж Cobra, що дозволяло краще приховати його, а наприкінці 60-х рамка руків'я була змінена щоб відповідати версії Cobra. Трохи перероблену версію Agent з вкороченим стрижнем екстрактора представили в 1973 році, важила вона 16 унцій. В 1982 році версія Agent була трохи перероблена Кольтом. Цього разу було застосовано фосфатування поверхні; виробництво тривало до 1986 року. Це дозволило зробити версію Agent набагато дешевшою за версію Cobra.

### ColtViper
Версія Viper по суті мала 4-дюймовий ствол на рамі револьвера Colt Cobra зі сплаву під набій .38 Special. Цю версію представили в 1977 році і випускали лише рік. Продажі Viper були нижче ніж очікували в компанії Кольт, а тому виробництво було припинено. Через кілька років, через випуск лімітованої партії, версія Viper стала дуже популярною серед колекціонерів. Примірники дуже доброї якості мають За примірники у хорошому стані просять незвично високі ціни.

## Боєприпаси
Дехто рекомендує не користуватися набоями з позначкою +P калібру .38 Special в револьверах Кольта з алюмінієвими рамками, оскільки Cobra була розроблено до появи набоїв класу "+P". Інші зазначають, що боєприпаси +P мають такий самий тиск, що і боєприпаси до того як SAAMI знизила стандарти в 1972 році. Вони зазначають, що набоїв випущені після 1972 року мають звичайний тиск, хоча і мають позначення  "+P". Деякі експерти провели значні випробування, щоб довести, що набої +P .38 specials насправді не мають збільшених зарядів.
В інструкції користувача деяких револьверів Cobra, які випустили після 1972 року, Кольт рекомендує використовувати набої +P лише з Другою моделлю Cobra, з застереження, що револьвер будуть повертати на завод для огляду після кожних 1000 пострілів (для порівняння період повернення Другої моделі Detective Special на сталевій рамці становить 2000–3000 пострілів).
Новий револьвер Colt Cobra випуску 2017 року отримав дозвіл на використання набоїв +P.
З револьверів Cobra ніколи не можна стріляти набоями з екстремальним тиском +P+, оскільки вони не є стандартом для даної зброї.

## Відомі користувачі
- Джек Рубі використав револьвер Colt Cobra .38 щоб вбити Лі Гарві Освальда 24 листопада 1963 року в Даласі, штат Техас, під час переведення Освальда з в'язниці міста до в'язниці округу.[6] Скандально відомий револьвер був придбаний за 220 000 доларів на аукціоні, проведеному Herman Darvick Autograph Auctions у Нью-Йорку 26 грудня 1991 року колекціонером Ентоні В. Пульєзом III із Делрей-біч, штат Флорида. Його продав брат Джека Рубі, Ерл Рубі.[7]
- Лі Марвін носив два Colt Cobra коли грав детектива-лейтенанта Френка Белінгера з Департамента поліції Чикаго в серіалі M Squad.
- Моніка Ертль використала револьвер Colt Cobra .38 щоб вбити Роберто Кінтанілью, який відтяв руки у трупа Че Гевари в 1971 році.
- Легендарного музикального продюсер Філа Спектра засудили за вбивство актриси Лани Кларксон з револьвера Colt Cobra .38 в його будинку в Альгамбрі, штат Каліфорнія в 2003 році.
- Colt Cobra був улюбленою зброєю Мікеле Каватайо, він використовував цю зброю під час першої війни мафії в 1962 році.